# Heinz-Josef Muhr
Heinz-Josef Muhr (* um 1934; † 15. Mai 2015) war Bauer in Monheim am Rhein, Stadtteil Baumberg, und Bürgerrechtler. Der allgemein „Bauer Muhr“ genannte Landwirt war einer der prominentesten Gegner der im Bau befindlichen CO-Pipeline der Bayer AG zwischen den Werken Dormagen und Krefeld-Uerdingen. Durch seinen Widerstand gegen die Enteignung eines Grundstücks im Trassenverlauf der geplanten Pipeline wurde er in regionalen und überregionalen Medien zu einer Art Galionsfigur des Widerstandes gegen die von ihren Gegnern „Giftgas-Pipeline“ genannte Rohrleitung der Bayer AG.
Muhr wehrte sich prominent in medienwirksamen Gerichtsverfahren gegen die Enteignung eines Teils seiner Grundstücke. Die Pipelinetrasse verläuft quer durch sein Ackerland und in etwa parallel zur A 59. Muhr wurde bereits für den Bau der A 59 enteignet.
Die Stadt Monheim koordiniert ihr Vorgehen mit dem Musterkläger Muhr inzwischen, um den Bau der Pipeline weiter zu verhindern. Muhr und die Stadt Monheim wehren sich nun gemeinsam gegen den Planfeststellungsbeschluss der Bezirksregierung, um die Enteignungen für rechtswidrig erklären zu lassen. Nach dem Tod Muhrs Anfang 2015 wird die Klage von seiner Frau und weiteren Erben fortgeführt.